# Mørke net
Det mørke net eller mørke internet (engelsk: dark web) er det indhold på World Wide Web, der findes på mørk-net (engelsk: darknets): overlejringsnetværk, der bruger internettet, men kræver specifik programmel, konfigurationer eller autorisation for at få adgang. Via det mørke net kan private datanet kommunikere og foretage forretninger anonymt uden at afsløre identificerende oplysninger, såsom en brugers placering. Det mørke net udgør en lille del af det dybe net, den del af World Wide Web, der ikke er indekseret af søgemaskiner, selvom udtrykket dybe net nogle gange fejlagtigt bruges til at henvise specifikt til det mørke net.